# Varacosa apothetica
Varacosa apothetica is een spinnensoort in de taxonomische indeling van de wolfspinnen (Lycosidae).
Het dier behoort tot het geslacht Varacosa. De wetenschappelijke naam van de soort werd voor het eerst geldig gepubliceerd in 1947 door Alfred Russel Wallace.